# 위르실라 메이에
위르실라 메이에(Ursula Meier, 1971년 6월 24일 ~ )는 프랑스, 스위스의 영화 감독, 영화 각본가이다.

## 작품 목록
- 튼튼한 어깨 (2002)
- 홈 (2008)
- 시스터 (2012)
- 사라예보의 다리들 (2014, 다큐)
- 더 라인 (2022)